# Kristina Prokop'eva
Kristina Maksimovna Prokop'eva (in russo Кристина Максимовна Прокопьева?; Nižnij Tagil, 16 luglio 2000) è una saltatrice con gli sci russa.

## Biografia
Attiva in gare FIS dal luglio del 2018, la Prokop'eva ha esordito in Coppa del Mondo il 23 febbraio 2020 a Ljubno (35ª) e ai Campionati mondiali a Oberstdorf 2021, dove si è classificata 28ª nel trampolino normale e 6ª nella gara a squadre.

## Palmarès

### Coppa del Mondo
- Miglior piazzamento in classifica generale: 39ª nel 2021